# 평원주머니생쥐
평원주머니생쥐(Perognathus flavescens)는 주머니생쥐과에 속하는 북아메리카 설치류의 일종이다. 미국 미네소타주 남서부와 노스다코타주 남동부 지역부터 로키산맥 동부 텍사스주 북부 지역까지, 유타주 북부와 콜로라도주 지역부터 로키 산맥 서부의 멕시코 치와와주 북부까지 지역에서 분포한다.

## 특징
부드러운 광택이 나는 털을 갖고 있고, 몸길이는 최대 13cm까지 자라며 꼬리 길이는 몸길이의 약 절반 정도이다. 파소니아나유카 또는 부채선인장 식물 바로 아래에서 보통 서식한다. 모래흙에 적응해 살고 있으며, 주로 씨앗과 크고 작은 풀, 식물의 작은 잎 등을 먹는다. 7월과 8월 사이에 주로 번식을 하며, 암컷은 한 번에 4마리의 새끼를 낳는다.